# Юлиус Рихард Петри
Юлиус Рихард Петри е германски учен, микробиолог. Роден е на 31 май 1852 г. в Бармен.
Учи медицина в Академията „Кайзер Вилхелм“ в Берлин, като получава докторска степен през 1876 г., и работи за кратко като военен лекар. Асистент е на Херман Бремер в неговия санаториум за болни от белодробни заболявания в Гьорберсдорф. През 1877 г. става асистент на Роберт Кох, а девет години по-късно се премества в бактериологичната му лаборатория.
Създава нови и усъвършенства съществуващи методики, например за съхранение на проби от изпражнения и урина, които се използват и в съвремието. Най-известен е с т.нар. стъкло на Петри – плосък кръгъл съд с капак, използван за култивиране на бактерии. От 60-те години на XX век той се изработва предимно от пластмаса и се използва във всяка микробиологична лаборатория. През 1900 г. се пенсионира предсрочно и три години ръководи санаториума на Бремер в Гьорберсдорф. През 1904 г. се връща в Берлин, вероятно поради здравословни проблеми.
Умира на 20 декември 1921 г.